# فرانك بياسيكي
فرانك بياسيكي (بالإنجليزية: Frank Piasecki) (و. 1919 – 2008 م) هو مهندس فضاء جوي، ومهندس من الولايات المتحدة الأمريكية . ولد في فيلادلفيا (بنسيلفانيا) .
توفي عن عمر يناهز 89 عاماً.

## جوائز
حصل على جوائز منها:
- قلادة العلوم الوطنية الأمريكية في مجال التكنولوجيا والإبتكار.